# John Boyle O'Reilly
Pour les articles homonymes, voir Boyle.
Cet article possède un paronyme, voir John Boyle (homonymie).
 John Boyle O'Reilly, né le 28 juin 1844 près de Drogheda en Irlande, mort le 10 août 1890, est un poète irlandais.

## Biographie
Après plusieurs années à l’école, il devient journaliste.
En 1863, John Boyle O'Reilly est enrôlé dans un régiment de cavalerie stationné en Irlande. Cependant, à partir de 1865, il devient un membre actif de la Fraternité républicaine irlandaise, ou Fenians, un groupe révolutionnaire contre la domination britannique. Mais il est reconnu coupable de trahison, et condamné à vingt ans de travaux forcés. Après avoir passé du temps dans plusieurs prisons anglaises, il est placé sur le dernier navire transportant des condamnés vers l’Australie. Sur ce bateau de prisonniers, le Hougoumont (en), il rédige un journal The Wild Goose, en hommage aux Irlandais les  Wild Geese (les Oies sauvages (jacobites)). Lecture en est faite à haute voix aux futurs bagnards, afin de maintenir leur moral pendant ce long voyage de déportation. John Boyle O'Reilly composa sept numéros de ce journal manuscrit, soigneusement mis en page et décoré, qui comportait notamment des poésies, des chansons et des histoires de ces passagers déportés.
Plus tard il s'échappe du bagne australien.

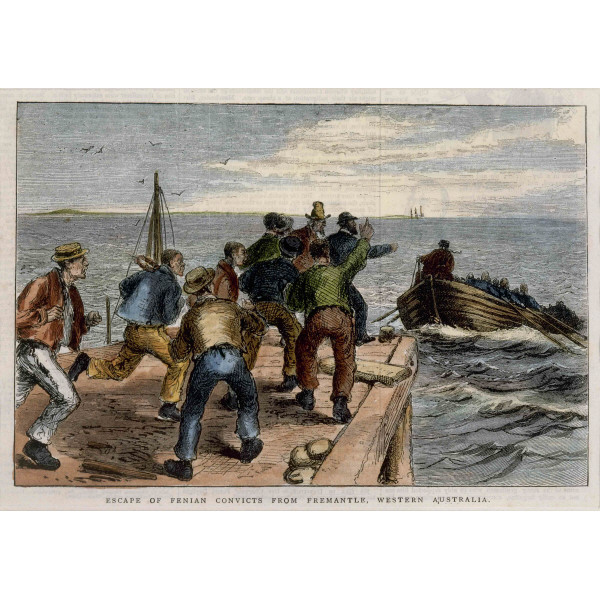
Évasion des prisonniers fenians à partir de Fremantle. 1876

Il arrive après un long périple à Boston.
Entre 1873 et 1886, il a publié quatre recueils de poésie et un roman.